# Richard Francis Burton
Sir Richard Francis Burton (Torquay, Regne Unit, 19 de març de 1821 - Trieste, Imperi Austrohongarès, 20 d'octubre de 1890), va ser un cònsol britànic, explorador, traductor i orientalista, famós per les seves exploracions a Àsia i Àfrica, així com pel seu extraordinari coneixement de llengües i cultures. D'acord amb un recompte recent, parlava vint llengües europees, asiàtiques i africanes.
Va viure a l'Índia durant set anys, on va tenir ocasió de conèixer els costums dels pobles orientals. Va completar els mapes de la zona costanera del Mar Roig per encàrrec del govern britànic, interessat en el comerç a la zona. Va viatjar en solitari i va haver de disfressar-se d'àrab per conèixer la Meca, una proesa sobre la qual ell mateix va escriure entre 1855-1857 La meva peregrinació a la Meca i Medina (Personal Narrative of a Pilgrimage to El-Medinah and Meccah). Se li deu la primera traducció integral a l'anglès dels disset volums de Les mil i una nits (The book of the thousand Nights and a Night), entre el 1886-1888; del Kama Sutra (Kama-Shastra or the Hindoo Art of Love), publicat el 1873 en una edició privada; i també una brillant traducció a l'anglès del poema èpic i clàssic portuguès Os Lusíadas, del seu admirat Luis de Camôes.
Al costat de John Hanning Speke va viatjar a Àfrica on va descobrir el llac Tanganyika. També va viatjar pels Estats Units (1860), on va descriure la comunitat mormona a la Ciutat dels Sants (Utah) en el seu llibre The City of the Saints. Va ser nomenat cónsul i enviat a diversos destins: entre els anys 1861-1865 va residir a l'illa de Fernando Poo (actual Bioko), i aprofità l'ocasió per explorar el golf de Biafra, Dahomey, Benin i la Costa d'Or (a l'actual Ghana); més tard va ser enviat al Brasil (1865), Síria (va romandre a Damasc entre 1869-1871), i finalment Trieste (Itàlia), on va morir d'un atac de cor el 20 d'octubre de 1890.
Va ser cofundador de la Societat Antropològica de Londres al costat del doctor James Hunt. Va ser criticat per la puritana societat britànica de la seva època per mantenir punts de vista poc ortodoxos sobre la sexualitat femenina i la poligamia, així com per haver-se casat amb una ciutadana catòlica, Isabel Arundell.
Burton es va interessar sempre per la càbala, l'alquímia, el cristianisme i diverses religions orientals; i fins i tot es va convertir al sufisme, una disciplina mística que va practicar fins al final de la seva vida. L'any 1866 va ser nomenat cavaller de l'Orde de Sant Miquel i Sant Jordi.

## Joventut i educació (1821-1841)
Burton va néixer a Torquay (Devon) a les 21:30 hores del 19 de març de 1821 (a la seva autobiografia, declara erròniament haver nascut a la llar familiar de Barham House a Hertfordshire). El seu pare, el capità Joseph Netterville Burton, va ser un oficial de l'exèrcit britànic d'origen irlandès. La seva mare, Martha Baker, era una hereva d'una família benestant de Hertfordshire. Va tenir dos germans, Maria Katherine Elizabeth Burton i Edward Joseph Burton.
La seva família va viatjar força durant la seva infància. El 1825 es van mudar a Tours, França, per tornar els següents anys a Anglaterra, França i, finalment, Itàlia. La seva primera educació la va rebre de diversos tutors contractats pels seus pares. De ben petit va mostrar una gran facilitat pels idiomes i va aprendre ràpidament francès, italià i llatí. Es va dir que en la seva joventut va tenir una aventura amb una jove gitana i va arribar a aprendre els rudiments de la seva llengua. Això potser podria explicar per què va ser capaç d'aprendre més tard l'hindi i altres llengües indostàniques amb una rapidesa gairebé sobrenatural, ja que el romaní està relacionat amb aquesta família de llengües.
Les anades i vingudes de la seva joventut poden haver induït a Burton a considerar-se a si mateix com un estranger durant bona part de la seva vida. Com ell mateix deia: «Fes el que la teva homenia t'empenyi a fer, no esperis aprovació excepte de tu mateix ...».
Va entrar al Trinity College, Oxford, la tardor de 1840. Malgrat la seva intel·ligència i la seva habilitat, molt aviat es va distanciar dels seus professors i companys. Es diu que durant el seu primer curs va reptar a un altre estudiant a un duel després que aquest últim es burlés del seu bigoti. Burton continuava satisfent el seu amor per les llengües estudiant àrab. També va dedicar algun temps a aprendre falconeria i esgrima. El 1842 va participar en una cursa de cavalls camp a través (steeplechase) en deliberada violació de les normes de la universitat i a continuació es va atrevir a proposar a les autoritats acadèmiques que caldria permetre als estudiants participar en aquest tipus d'esdeveniments. Comptava que seria suspès temporalment, és a dir, expulsat amb la possibilitat de ser readmès, tal com havia succeït amb altres estudiants menys provocatius que havien assistit a la cacera, però Burton va ser expulsat definitivament del Trinity College. En una enrabiada final amb l'entorn que havia après a menysprear, es diu que Burton va arruïnar els parterres de flors de l'escola amb el seu cavall i el seu carruatge quan abandonava Oxford.

## La carrera militar de Burton (1842-1853)
La seva visió quan es va allistar a l'exèrcit de la Companyia de les Índies Orientals se sintetitza en les seves paraules «No serveix per a res, excepte per a ser tirotejat per sis penics al dia». Tenia l'esperança de participar en la primera guerra angloafganesa, però el conflicte havia acabat abans que arribés a l'Índia. Va ser destinat al Divuitè d'Infanteria Nativa de Bombai (amb base a Gujarat) sota el comandament del general sir Charles James Napier. El seu servei a l'Índia va ser accidentat, les seves contínues crítiques i plantades a la comunitat britànica, segons ell, irresponsable en el fons i frívola en les formes, li van valer una reputació fosca. En els seus múltiples escrits va criticar amb duresa la política colonial britànica, així com el modus vivendi dels oficials de la Companyia: «Què es pot esperar d'un Imperi sufragat per botiguers».
Durant la seva estada es va convertir en fluid parlant d'hindi, guyaratí i maratí així com de persa i àrab. Els seus estudis de cultura hindú van arribar a tal punt que «... el meu professor hindú em va permetre oficialment vestir el janeu (cordó braman)», encara que la veritat d'aquesta afirmació ha estat posada en dubte, ja que això hauria requerit molt de temps d'estudi, dejuni i l'afaitat parcial del cap.
L'interès de Burton i la seva participació activa en les cultures i religions de l'Índia va ser considerada peculiar per alguns dels seus camarades militars que el van acusar de «tornar-se natiu» i li van posar el malnom de «el negre blanc».
Burton mantenia un grup de micos domesticats amb la idea d'aprendre el seu llenguatge. També es va guanyar el sobrenom de «Dick el rufià» per la seva «ferocitat demoníaca com a lluitador i perquè havia lluitat amb més enemics en combat singular que cap altre home dels seus temps».
Va ser designat per participar en la cartografia del Sindh on va aprendre l'ús dels instruments de mesura, coneixement que li resultaria útil després en la seva carrera d'explorador. En aquesta època va començar a viatjar disfressat. Va adoptar l'àlies de Mirza Abdullah i sovint va aconseguir passar desapercebut entre els nadius i els seus companys oficials que el confonien amb un d'aquells. Va ser a partir de llavors quan va començar a treballar com a agent per a Napier i, encara que els detalls de les seves activitats no es coneixen, se sap que va participar en una investigació encoberta d'un bordell del qual es deia que era freqüentat per soldats anglesos i en el qual les prostitutes eren jovenets. El seu interès de tota la vida a les diferents pràctiques sexuals el va portar a escriure un informe detallat que li hauria de causar problemes quan alguns dels lectors de l'informe (sobre el que li havien assegurat que es mantindria en secret) van arribar a creure que el mateix Burton havia participat en algunes de les pràctiques descrites en els seus textos.
Al març de 1849 va tornar a Europa de baixa per malaltia. El 1850 va escriure el seu primer llibre Goa i les muntanyes blaves, una guia a les regions de Goa i de l'estació balneària de Ooty on esperava recuperar-se d'una malaltia contreta durant la seva estada a Baroda. Va viatjar a Boulogne per a visitar l'escola d'esgrima i va ser allà on es va trobar per primera vegada amb la seva futura esposa Isabel Arundell, una jove catòlica de bona família.

## Primeres exploracions i viatge a la Meca (1851-1853)

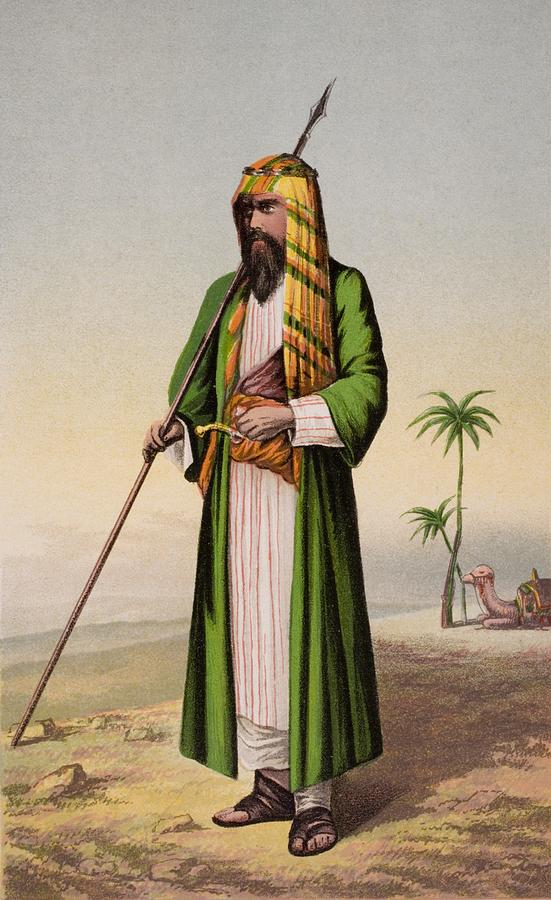
Burton vestit d'àrab.

Mogut pel seu desig d'aventures, Burton va aconseguir l'aprovació de la Royal Geographical Society per a una exploració de l'àrea i va aconseguir l'autorització del Consell d'Administració de la Companyia Britànica de les Índies Orientals per un permís indefinit de l'exèrcit. El temps que va passar en el Sindh l'havia preparat bé per al Hajj (pelegrinació a la Meca i, en aquest cas, a Medina); els set anys que havia passat a l'Índia l'havien familiaritzat amb els costums i el comportament dels musulmans. Va ser aquell viatge, iniciat el 1853, el que el va fer famós. L'havia planejat quan viatjava disfressat entre els musulmans de Sindh i s'havia preparat minuciosament per a la tasca amb estudi i pràctica (incloent fer-se circumcidar per reduir el risc de ser descobert).
Amb tot, Burton no va ser el primer europeu no musulmà que va realitzar l'hajj (tal honor es deu a Ludovico di Barthema, el 1503), però el seu pelegrinatge és el més famós i millor documentat de la seva època. Va adoptar diverses disfresses incloent el de «poca cosa» (modern Paixtus) per justificar qualsevol peculiaritat de la seva parla, però tot i així va haver de demostrar una comprensió de l'intricat ritual islàmic i familiaritzar-se amb els detalls de les formes i l'etiqueta oriental. El viatge de Burton a la Meca va resultar bastant accidentat i la seva caravana va ser atacada per bandits (una experiència comuna a l'època). Com ell mateix va escriure: «[Encara que] ni l'Alcorà ni el sultà demanen la mort del jueu o cristià que traspassin les columnes que denoten els límits del santuari, res pot salvar un europeu descobert pel populatxo, ni a algú que després de la peregrinació es mostri a si mateix com infidel». El pelegrinatge li va donar dret al títol de Hajji i a portar un turbant verd. La narració que va fer sobre el seu viatge va aparèixer a The Pilgrimage to Al-Medinah and Meccah (1855).

## Primera època d'exploracions (1854-1855)
Al març de 1854 va ser transferit al departament polític de la Companyia de les Índies Orientals. La naturalesa exacta del seu treball en aquesta època és incerta, tot i que sembla probable que la seva missió fos espiar per al general Napier. El setembre del mateix any es va trobar per primera vegada amb el capità (llavors tinent) John Hanning Speke que l'acompanyaria a la seva exploració més famosa. El seu següent viatge va ser per explorar l'interior del País Somali (actual Somàlia), ja que les autoritats britàniques volien protegir el comerç pel Mar Roig. Burton va emprendre la primera part del viatge en solitari. Va fer una expedició de quatre mesos a Harar, la capital somali, en la qual no havia entrat cap europeu (de fet hi havia una profecia que assegurava que la ciutat cauria en decadència si un cristià era admès al seu interior).
Burton no tan sols va arribar a Harar sinó que va ser presentat a l'emir i va romandre deu dies a la ciutat. La tornada va estar plena de problemes per manca de subministraments i va escriure que hauria mort de set si no hi hagués uns ocells del desert que li varen indicar la proximitat d'aigua.
Després d'aquesta aventura va sortir de nou, aquest cop acompanyat pels tinents Speke, G. E. Herne i William Stroyan, així com un grup d'africans empleats com a camàlics. No obstant això, només començar l'expedició, varen ser atacats per un grup de Somalis (els oficials van estimar el nombre d'atacants en uns dos-cents). En la lluita que va seguir, Stroyan va ser mort i Speke va ser capturat i ferit en onze parts abans d'aconseguir escapar.
Burton va resultar ferit amb una javelina que li va entrar per una galta i li sortia per l'altra. La ferida li va deixar una notable cicatriu que es pot veure fàcilment en retrats i fotografies. Es va veure obligat a escapar amb l'arma encara travessada. El fracàs de l'expedició va ser vist amb severitat per part de les autoritats i es va ordenar una investigació que duraria dos anys per determinar fins a quin punt era Burton culpable del desastre. Encara que va ser àmpliament exonerat de cap culpa, això no el va ajudar a la seva carrera. Burton descriu l'esgarrifós atac al seu llibre First Footsteps in East Africa (1856).
El 1855 Burton es va reincorporar a l'exèrcit i es va desplaçar a Crimea esperant participar en el servei actiu en la Guerra de Crimea. Va servir a la plana major de Beatson's Horse un cos de Bashi-bazouks, guerrers locals sota el comandament del general Beatson, als Dardanels. El cos va ser desmantellat a continuació d'un «motí» després que refusessin complir ordres i el nom de Burton va ser esmentat (en detriment seu) durant la investigació que va seguir.

## Exploració dels llacs d'Àfrica Central (1856-1860)
El 1856 la Reial Societat geogràfica va finançar una altra expedició en la qual Burton va sortir de Zanzíbar. junt al tinent Speke, per a explorar un «mar interior» que se sabia que existia. La seva missió era estudiar les tribus locals i esbrinar quines exportacions es podien realitzar des d'aquella regió. S'esperava que l'expedició podia portar al descobriment de les fonts del Nil, tot i que aquest no era l'objectiu explícit. Se li havia dit a Burton que només un babau diria que l'expedició buscava trobar les fonts del Nil perquè, en cas de ser així, finalitzar l'expedició sense trobar-les seria considerat un fracàs, i qualsevol altre descobriment no seria valorat.
El 13 de febrer de 1858 varen descobrir el llac Tanganyka, junt a la població d'Ujiji  (oest de Tanzània), després de set mesos i mig de camí. Allà hi varen arribar molt malalts degut al paludisme, una malaltia sobre la qual el capità Burton no va poder oferir-ne gaire explicacions: "aquest agent misteriós que, com a pestilència que camina en la foscor, amaga el seu origen al món i ens deixa caminar a palpentes sobre les seves causes còsmiques: la vegetació, la geologia, la posició geogràfica, una atmosfera rarificada deficient en oxigen". Quan varen arribar a la bora del llac esmentat, Burton estava tant malalt que no podia caminar; i Speke pràcticament cec degut a una oftalmia i tots dos eren conduïts en hamaques. Ell va escriure que "tant el capità Burton como jo vàrem contraure la febre en diverses ocasions. La meva va reaparèixer sovint, però la seva no el va abandonar durant tot el periple, i inclús va persistir temps després d'haver tornat a casa".
Burton estava malalt i també decebut per les informacions dels nadius, que asseguraven que el riu Rusizi vessava les seves aigües al llac, però no sortien d'ell, per la qual cosa no podia ser la font del Nil. Finalment va decidir que calia retornar i preparar una nova expedició; però abans de fer-ho, Speke es va reposar mitjanament dels seus mals, i "al final, després de no poques discussions, crits i pressions, després de prometre millors pagues i àmplies recompenses, Speke va poder reunir una reduïda caravana i marxar el 10 de juliol cap al nord-oest".
El 3 d'agost, la caravana va pujar una perllongada pendent i "de cop varen sorgir davant nosaltres les vastíssimes aigües del N'yanza. Va ser a primera hora del mati. El llunyà horitzó del mar, al nord, quedava ben perfilat per la claredat de l'aire entre el nord i l'oest, segons indicació de la brúixola". Speke va anomenar arxipèlag de Bengala al grup d'illes que es presentava a la seva vista; quant al nom del llac, deia Speke que "m'he aventurat a posar a aquesta magnífica extensió aquàtica el nom de Victòria, en honor de la nostra graciosa sobirana". Speke havia descobert la verdadera font del Nil, que tanmateix va ser agrament discutida per Burton, qui seguia pensant que ho era el Tanganyka. Més tard, quan Speke va tornar d'una segona expedició al llac Victòria, va ser rebut al seu país amb gran entusiasme, i l'any 1863 va publicar el Journal of the Discovery of the Source of the Nile.
El 16 de setembre de 1864 havia de celebrar-se una trobada pública entre Speke i Burton per resoldre la incògnita de quina era en realitat la font del Nil, el llac Victòria o el Tanganyka. Però va succeir una tragèdia: Speke no va poder assistir a l'acte acordat ja que va morir el dia anterior en disparar-se-li la seva escopeta en un desgraciat accident de caça (es va pensar també que podia tractar-se d'un suïcidi). Burton, commocionat per la notícia, no va voler participar en aquell acte. En memòria de Speke va ser erigit un obelisc, pagat per subscripció pública, als Jardins de Kensington de Londres.

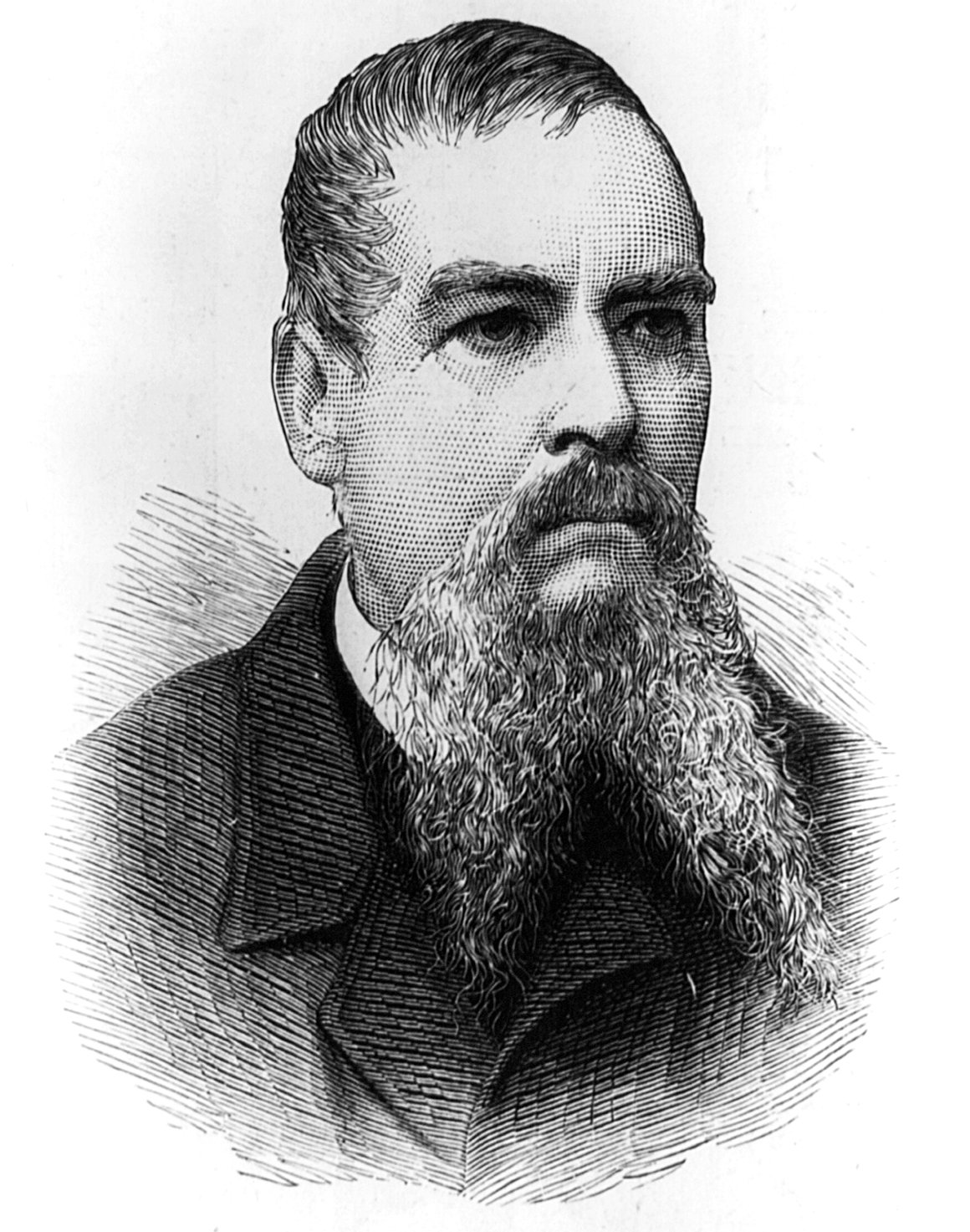
Burton de gran

## Servei diplomàtic i estudis acadèmics (1861-1890)

### «Dick el rufià». Escàndols a la seva vida
Richard Burton va ser sempre un personatge controvertit i alguns membres de la societat victoriana s'estimàvem més abandonar un lloc abans de ser vistos en la seva companyia. A la seva carrera militar va arribar a ser anomenat «Dick el rufià», i la seva falta de respecte cap a l'autoritat i les convencions li van crear molts enemics i una reputació de pocavergonya en alguns entorns. Circulaven un seguit de rumors sobre ell que comportaven un rebuig als entorns victorians.
En una societat en què la repressió sexual era la norma, els escrits de Burton eren inhabitualment oberts i francs sobre el seu interès pel sexe i per la sexualitat. Els seus relats de viatge estan sovint plens de detalls sobre la vida sexual dels habitants dels llocs que travessava i molts d'aquests detalls van haver de ser, com a poc, xocants per la societat victoriana. L'interès de Burton per la sexualitat el va portar a realitzar mesuraments de la longitud dels penis dels habitants de diverses regions que va incloure en els seus llibres de viatges. També va descriure les tècniques sexuals comunes dels llocs que va visitar (oferint indicis que hi havia participat) i, per tant, trencant els tabús racials i sexuals del seu temps. Naturalment, molta gent va considerar la Societat Kama Sutra i els llibres que publicava com escandalosos.

## El llegat de Burton
La vídua de Burton, Isabel Arundell (1831-1896), va escriure una petita biografia sobre el seu marit, The Life, una versió “catòlica” en la que mostrava la devoció sense límits que va sentir pel marit durant tota la vida. Inclús li va dedicar un monument a la seva memòria, un túmul erigit per subscripció pública (es varen recaptar quasi 700 lliures) al cementeri de Mortlake, al sud-oest de Londres: es tractava d'una enorme tenda àrab (més aviat la tenda d'un oficial de l'exèrcit britànic), fet de granit negre de dos tons i marbre blanc de Carrara. El fèretre de Burton va ser col·locat a l'interior, descansant sobre els cavallets.
Tanmateix, Isabel va tenir un comportament radical amb la col·lecció de diaris, manuscrits i cartes que el seu marit guardava des de feia més de quaranta anys, i tot ho va cremar en un foguera. En paraules d'Edward Rice, un dels millors biògrafs de Burton, “generalment s'accepta que aquest material estava ple d'informacions d'índole sexual, sovint de naturalesa extremadament personal i denigrant; relats de certs trobaments, descripcions de diversos coits, de la bestialitat, d'experiències amb dones indígenes, de la pederàstia, o dibuixos de temes com la clitoridectomia o de formes poc comunes de circumcisió, de mutilacions, d'eunucs, etc., i és possible que en efecte existís aquest material, encara que el ventall d'interessos de Burton era tan ampli que qualsevol cosa, des de les seves opinions personals fins als seus judicis polítics haurien pogut figurar entre aquelles pàgines”.
Isabel va cremar tot aquest material temorosa que l'interès per la vida de Burton pogués revelar les aficions que aquest havia tingut durant tota la vida per les pràctiques sexuals estranyes, la qual cosa era intolerable per a ella, educada en la rígida moral victoriana. Però, com bé apuntava Rice, “gran part de la informació de caràcter sexual s'havia introduït bé en el text principal o bé en les anotacions de Les mil i una nits, així com a les obres eròtiques hindús, àrabs i europees. El que en canvi no s'havia publicat era el perillosíssim material relatiu a la política del govern, als seus superiors del Foreign Office, i també a certs amics personals de Burton. En definitiva, que Isabel considerava tot això summament perniciós per a la memòria del seu marit, molt més que els relats de les seves seduccions als llogarets del Sind i d'Àfrica, o que les seves descripcions de bordells i harems”.
Amb tot, “quan es va tenir notícia de la crema dels papers, dels diaris, de la major part, en fi, del que havia deixat Burton a la seva mort, l'escàndol va sacsejar els fonaments d'Anglaterra, però el cert és que el mal ja estava fet, i era irreparable; o dit d'una altra manera, el sacrifici ja s'havia celebrat i no hi havia marxa enrere: per molt gran que fos la còlera de les persones civilitzades, seria impossible reparar un dany tan terrible. Per alguns, Isabel va ser una santa; per a la majoria, un monstre”. A l'edició de l'any 1997 de l'Encyclopaedia Britannica es pot llegir que “la pèrdua d'informació històrica i antropològica va ser monumental; per als biògrafs de Burton, la pèrdua va ser irreparable”.
Rice acaba la seva excel·lent biografia dient que Burton va deixar un epitafi, "ni més ni menys que en el Kama Sutra; existeix un passatge que no es troba en l'original, i que no figura en totes les versions angleses, que Burton, segons sembla obligatori deduir, va escriure per tal que fos el seu propi epitafi. Apareix en el darrer paràgraf, i diu així:"
“En un formós vers dels Evangelis dels cristians s'ha dit dels morts que descansen en pau, que descansen per fi dels seus quefers i tasques, i que per les seves obres seran coneguts. Certament, les obres dels homes de geni son tot el que queda d'ells, un tresor durador. I per més disputes i querelles que puguin donar-se sobre la immortalitat del cos i de l'ànima, mai ningú no podrà negar la immortalitat del geni, que romandrà per sempre més com un estel resplendent que guiï als éssers humans que hagin d'esforçar-se per la terra en temps futurs…”.

## Obres selectes de Richard Francis Burton
- Goa and the Blue Mountains  (1851)
- Scinde or the Unhappy Valley  (1851)
- Sindh and the Races That inhabita the Valley of the Indus  (1851)
- Falconry in the Valley of the Indus  (1852)
- Complet System of Bayonet Exercise  (1853)
- Personal Narrative of a Pilgrimage to Al-Madinah and Meccah  (1855) Traducció catalana de Xavier Pàmies: El meu pelegrinatge a Medina i la Meca (Barcelona, Quaderns Crema, 2003)
- First Footsteps in East Africa; or, an Exploration of Harrar  (1856)
- Falconry in the Valley of the Indus  (1857)
- The Lake Regions of Central Equatorial Africa, with Notices of the Lunar Mountains and the Sources of the White Nile (1860)
- The Lake Regions of Central Africa: a picture of Exploration (1860)
- The City of the Saints, Among the Mormons and Across the Rocky Mountains to Califòrnia  (1861)
- Wanderings in West Africa from Liverpool to Fernando Po  (1863)
- Abeokuta and the Cameroon Mountains  (1863)
- The Nile Basin (1864)
- A Mission to Gelele, King of Dahomé  (1864)
- Wit and Wisdom From West Africa  (1865)
- The Highlands of Brazil  (1869)
- Letters From the Battlefields of Paraguai  (1870)
- Unexplored Syria  (1872)
- Zanzíbar; City, Island, and Coast  (1872)
- Darrere Thule  (1872)
- Two Trips to Gorilla Land and the Cataracts of the Congo  (1876)
- Etruscan Bologna  (1876)
- A New System of Sword Exercise for Infantry  (1876)
- Sindbad  (1877)
- The Land of Midia  (1879)
- The Kasidah of Haji Abdu El-Yezdi  (1880)
- To the Gold Coast for Gold  (1883)
- The Kama Sutra of Vatsyayana  (amb FF Arbuthnot, 1883)
- The Book of the Sword  (1884)
- The Book of the Thousand Nights and a Night  (deu volums, 1885)
- The Perfum Garden of the Shaykh Nefzawi  (1886)
- The Supplemental Nights to the Thousand Nights and a Night  (sis volums, 1886-1888)
- The Gypsy, the Jew and L'Islam  (1898)
- The Sentiment of the Sword: A Country-House Dialogue  (1911)

## Com a personatge de ficció
- Farmer, Philip José:  Als vostres cossos dispersos  (Premi Hugo 1972)
- Farmer, Philip José:  El fabulós vaixell fluvial
- Farmer, Philip José:  El fosc designi
- Farmer, Philip José:  El laberint màgic
- Farmer, Philip José:  Déus del Món del Riu

## Biografies i altres llibres sobre Burton
S'han escrit bastants biografies de Burton.
La llista que segueix és de biografies o llibres inspirats en Burton, especialment els més recents i influents.
- Lovell, Mary S. A Rage To Live (en anglès).  United Kingdom: Hachette, 2012. ISBN 9781405517898 [Consulta: 20 agost 2013].
- Ondaatje, Christopher.  Journey to the Source of the Nile . Toronto: HarperCollins Publishers Ltd, 1998.
- Ondaatje, Christopher.  Sindh Revisited: A Journey in the Footsteps of Captain Sir Richard Francis Burton . Toronto: HarperCollins Publishers Ltd, 1996.
- McLynn, Frank.  Burton: Snow on the Desert . [S.L.]: John Murray Publishing, 1993.
- McLynn, Frank.  Of No Country: An Anthology of Richard Burton . New York: Charles Scribner's Sons, 1990.
- Rice, Edward.  Captain Sir Richard Francis Burton: The Secret Agent Who Made the Pilgrimage to Mecca, Discoverer the Kama Sutra, and Brought the Arabian Nights to the West . New York: Charles Scribner's Sons, 1990. (En castellà Ed. Siruela 1992).
- Harrison, William.  Burton and Speke . [S.L.]: St Martins/Marek & W.H. Allen, 1984.
- Brodi, Fawn M.  The Devil Drives: A Life of Sir Richard Burton . New York: W.W. Norton & Company Inc., 1967.
- Farwell, Byron.  Burton: A Biography of Sir Richard Francis Burton . London: Penguin Books, 1963).
- Edwardes, Allen.  Death Rides a Camel . New York: The Julian Press, Inc., 1963.
- Wright, Thomas. The Life of Sir Richard Burton (en anglès).  Echo Library, 2010. ISBN 9781406856774 [Consulta: 6 febrer 2012]. Arxivat 2006-11-05 a Wayback Machine.
- Burton, Isabel. The life of Captain Sir Richard F. Burton with numerous portraits, illustrations and maps (en anglès).  New Delhi: Asian Educational Services, 1999, pàg.123. ISBN 9788120607286 [Consulta: 21 agost 2013].
- Trojanow, Ilija.  Der Weltensammler . [Sl]: Carl Hanser Verlag München Wien, 2006 (en castellà «El col·leccionista de mons», Tusquets Editors 2008)